# Roger de Joinville
Roger de Joinville (vers 1090 † vers 1137) était un seigneur de Joinville.

## Biographie
C'est un familier de la cour de Champagne. Il est en quelque sorte secrétaire du comte, puisqu'il signe pour lui sur plusieurs chartes (de même que Geoffroy III), notamment sur un acte mettant fin aux vexations qu'Arnoul, comte de Reynel, faisait subir aux villages appartenant à l'abbaye de Montier-en-Der. Les moines de cette abbaye eurent à subir également les exactions des comtes de Brienne auxquelles participa Roger de Joinville, tradition familiale oblige.
Quand le comte de Brienne partit pour la croisade, il rendit à l'Église ses légitimes possessions. Roger de Joinville fit de même.
Par la suite, il semble que Roger de Joinville respectât les ordres du Saint-Siège : menacé en un temps d'excommunication (comme le fut Etienne de Vaux), il déclara renoncer à tous les droits qu'il prétendait tenir sur Saint-Urbain, Profonde-Fontaine, Landéville, Poissons, Blécourt, Autigny et Maizières.
Il conserva le droit de justice sur certains de ces villages, étant précisé l'inviolabilité des délinquants qui parviendraient à se réfugier dans les églises.
Roger de Joinville épousa Adélaïde ou Aldéarde de Vignory, fille de Guy III, seigneur de Vignory. Ils auront cinq enfants, dont deux fils, Geoffroy III, sénéchal de la cour de Champagne, Guy évêque de Chalons qui mourra en Terre Sainte, et trois filles, Béatrice, épouse d'Amédée de Montfaucon, comte de Montbéliard, et Adelidis et Wilhelmine, abbesses de l'abbaye d'Avenay.

## Interprétations selon les sources
Émile Jolibois considère que Roger de Joinville serait le fils de Geoffroy II alors que, pour Henri-François Delaborde, ils seraient frères. Ces différentes interprétations résultent du faible nombre des documents de cette époque.
L'ordre successoral des seigneurs de Joinville ne s'en trouve pas changé, quelle que soit la version retenue. Si l'hypothèse de Delaborde s'avérait être la bonne, la fin de la ligne mâle directe s'arrêterait à Geoffroy II. Roger de Joinville commencerait la seconde, et Simon de Joinville, la troisième. 

## Sources
- Gallica Delaborde, Henri-François (1854-1927). Jean de Joinville et les seigneurs de Joinville.
- Émile Jolibois, La Haute-Marne Ancienne et Moderne, 1971 (ISBN 2-84178-037-6).